# Erannis confluaria
Erannis confluaria är en fjärilsart som beskrevs av Scholz 1947. Erannis confluaria ingår i släktet Erannis och familjen mätare. Inga underarter finns listade i Catalogue of Life.